# The Ones Who Help to Set the Sun
«The Ones Who Help to Set the Sun» es la séptima pista del álbum When Dream and Day Unite de la banda de metal progresivo Dream Theater. La letra de la canción fue hecha por el guitarrista John Petrucci. De acuerdo con Petrucci, esta canción trata de un hombre que va conduciendo de madrugada. Hay un mal tiempo, y se queda dormido durante unos instantes. En ese pequeño instante, el hombre tiene un sueño en el que presencia su propia muerte y cómo afectaría eso a sus seres queridos. Al despertarse, decide cambiar su estilo de vida.